# Podkozara Gornja
Podkozara Gornja (cyr. Подкозара Горња) – wieś w Bośni i Hercegowinie, w Republice Serbskiej, w gminie Novo Goražde. W 2013 roku liczyła 84 mieszkańców.